# MW (manga)
Pour les articles homonymes, voir MW.
MW (ムウ, Mu) est un seinen manga d'Osamu Tezuka. Il a été prépublié dans le magazine Big Comic entre septembre 1976 et janvier 1978 et a été compilé en trois volumes. La version française a été publiée par Tonkam entre mai 2004 et août 2004 dans le sens de lecture occidental.
Une adaptation en film live est sortie en juillet 2009.

## Synopsis
L'employé de banque Michio Yuki est un être à deux faces. Employé modèle le jour, il est la nuit un autre homme, un assassin récidiviste impénitent, qui vient se confesser devant le père Garai, auquel le lient des relations complexes.

## Analyse
MW est considérée par Stéphane Beaujan comme « l'une des œuvres les plus ambiguës du grand maître de la bande dessinée japonaise ». Tezuka choisit d'opposer le « M » de Man et le « W » de Woman dans une série cultivant l'ambivalence sexuelle et morale des personnages.

## Publication
Le manga a également été publié par Kōdansha dans la collection des Œuvres complètes de Tezuka entre avril 1981 et juin 1981 puis au format bunko en 2011.

### Liste des volumes
| no | Japonais        | Japonais          | Français       | Français          |
| no | Date de sortie  | ISBN              | Date de sortie | ISBN              |
| -- | --------------- | ----------------- | -------------- | ----------------- |
| 1  | 11 janvier 1993 | 978-4-06-175901-5 | 2 mai 2004     | 978-2-84580-570-5 |
| 2  | 12 février 1993 | 978-4-06-175902-2 | 29 mai 2004    | 2-84580-571-3     |
| 3  | 17 mars 1993    | 978-4-06-175903-9 | 5 août 2004    | 2-84580-572-1     |

## Autres éditeurs
- : Vertical
- : Planeta DeAgostini Comics
- : Hazard
- : Luitingh
- : Taiwan Tohan Co., Ltd.

### Édition japonaise
Kōdansha
1. 1 2  (ja) « Tome 1 »(Archive.org • Wikiwix • Archive.is • Google • Que faire ?).
2. 1 2  (ja) « Tome 2 »(Archive.org • Wikiwix • Archive.is • Google • Que faire ?).
3. 1 2  (ja) « Tome 3 »(Archive.org • Wikiwix • Archive.is • Google • Que faire ?).

### Édition française
Tonkam
1. 1 2  (fr) « Tome 1 ».
2. 1 2  (fr) « Tome 2 ».
3. 1 2  (fr) « Tome 3 ».

### Documentation
- Résumé et analyse sur Tezuka in English.
- (en) Simon Abrams, « MW », dans The Comics Journal n°292, Fantagraphics, octobre 2008, p. 207-208.
- Xavier Guilbert, « MW », dans Manga 10 000 Images n°2, Versailles : Éditions H, février 2009, p. 134-137.
- Paul Gravett (dir.), « De 1970 à 1989 : MW », dans Les 1001 BD qu'il faut avoir lues dans sa vie, Flammarion, 2012 (ISBN 2081277735), p. 370.